# Agnès Bonnot
Agnès Bonnot (* 13. března 1949 v Marsaz, Drôme) je francouzská herečka a fotografka.

## Životopis
Agnès Bonnot se narodila v roce 1949 ve městě Marsaz. Studovala na vysoké škole, poté se stala modelkou, herečkou a kaskadérkou na koni. Fotografovat začala v roce 1976 a krátce pracovala pro agenturu Viva. V roce 1987 získala cenu prix Niépce.

## Filmografie
- Au théâtre ce soir, dans le rôle de Loulou-la-Myope, 1973